# Халли (остров)
Ха́лли, также: Скала Халли (древнескандинавский: halli — небольшая скала, от hallr — скала) — остров в северо-восточной части Финского залива. Расположен примерно в 9 км к югу от острова Малый Фискар и в 45 км от районного центра — города Выборга. Архипелаг Большой Фискар находится в 5,6 милях (9 км) к западу. Административно подчинён Выборгскому району Ленинградской области.
Скала Халли представляет собою небольшой каменистый остров площадью в 1 га, начисто лишённый растительности. Вокруг острова, на разном расстоянии от него, находится множество банок. На Халли замечены отдельные особи серого тюленя. Остров решено включить в состав 4 участка Ингерманландского заповедника.
На острове возвышается маяк — решётчатая башня высотою в 12 м, имеющая в основании квадрат и возведённая на бетонном квадратном же фундаменте. Нижняя часть башни выкрашена красным цветом, верхняя — серым. Фокальная плоскость маяка находится на высоте 16 м. Даёт белый свет 1,5 сек через каждые 2,5 сек. Маячная станция основана в 1911 г.
Скала перешла от Швеции к России в 1721 г. по Ништадтскому миру. В 1920—1940 гг. принадлежала Финляндии.